# Rongcheng (Szantung)
Rongcheng (chiń. 荣成; pinyin Róngchéng) – miasto na prawach powiatu we wschodnich Chinach, w prowincji Szantung, w prefekturze miejskiej Weihai, nad Morzem Żółtym. W 1999 roku liczba mieszkańców miasta wynosiła 681 409.